# 러브 어페어 (1939년 영화)
《러브 어페어》(Love Affair)는 미국에서 제작된 레오 맥캐리 감독의 1939년 드라마, 멜로/로맨스, 코미디 영화이다. 아이린 던 등이 주연으로 출연하였고 레오 맥커리 등이 제작에 참여하였다.

## 출연

### 주연
- 아이린 던
- 샤를르 보와이에

### 조연
- 마리아 우스펜스카야
- 리 보먼
- 아스트리드 앨윈
- 모리스 모스코비치

## 기타
- 미술: 밴 네스트 폴그래스
- 의상: 하워드 그리어
- 의상: 에드워드 스티븐슨